# Братислава II (округ)
Округ Братислава II (словац. Okres Bratislava II) — округ (район) в Братиславському краї Словаччини. Площа округу становить — 92,49 км², на якій проживає — 113 201 особа (31.12.2015). Щільність населення — 1223,93 осіб/км². У район входять міські частини Вракуня, Подунайське Біскупиці, Ружинов.

## Населення
| Рік:            | 1994.   | 2004.   | 2014.   | 2024.    |
| --------------- | ------- | ------- | ------- | -------- |
| Кількість осіб: | 113 100 | 108 316 | 112 054 | 126 649  |
| Різниця:        |         | -4,22 % | +3,45 % | +13,02 % |

| Рік:            | 2023.   | 2024.   |
| --------------- | ------- | ------- |
| Кількість осіб: | 125 980 | 126 649 |
| Різниця:        |         | +0,53 % |

### Статистичні дані (2001)

#### Національний склад
- Словаки 89,3 %
- Угорці 5,9 %
- Чехи 1,8 %

#### Конфесійний склад
- Католики 59,4 %
- Лютерани 5,9 %
- Греко-католики 0,7 %